# Circonscription électorale d'Aomori
La circonscription électorale d'Aomori (青森県選挙区, Aomori-ken senkyo-ku) est une subdivision électorale de la Chambre des conseillers du Japon, représentant la préfecture d'Aomori. Deux conseillers y sont élus au scrutin uninominal majoritaire à un tour.

## Conseillers
| Série 1 (1947 : 1er, mandat de 6 ans) | Série 1 (1947 : 1er, mandat de 6 ans) | Élection | Série 2 (1947 : 2e, mandat de 3 ans) | Série 2 (1947 : 2e, mandat de 3 ans) |
| ------------------------------------- | ------------------------------------- | -------- | ------------------------------------ | ------------------------------------ |
|                                       | Naotake Satō (Ind.)                   | 1947     |                                      | Zenjirō Hirano (ja) (PD)             |
| 1950                                  | Naotake Satō (Ind.)                   |          | Tetsuo Kudō (ja) (PL)                |                                      |
|                                       | Naotake Satō (Ryokufūkai)             | 1953     | Tetsuo Kudō (ja) (PL)                |                                      |
| ,1953                                 | Naotake Satō (Ryokufūkai)             |          | Junzō Sasamori (ja) (Kaishintō)      |                                      |
| 1956                                  | Naotake Satō (Ryokufūkai)             |          | Junzō Sasamori (PLD)                 |                                      |
| 1959                                  | Naotake Satō (Ryokufūkai)             |          | Junzō Sasamori (PLD)                 |                                      |
| 1962                                  | Naotake Satō (Ryokufūkai)             |          | Junzō Sasamori (PLD)                 |                                      |
|                                       | Bunji Tsushima (ja) (PLD)             | 1965     | Junzō Sasamori (PLD)                 |                                      |
| 1968                                  | Bunji Tsushima (ja) (PLD)             |          | Tatsuo Yamazaki (ja) (Ind.)          |                                      |
| 1971                                  | Bunji Tsushima (ja) (PLD)             |          | Tatsuo Yamazaki (ja) (Ind.)          |                                      |
| Iwazō Terashita (ja) (PLD)            | 1973,                                 |          | Tatsuo Yamazaki (ja) (Ind.)          |                                      |
| Iwazō Terashita (ja) (PLD)            | 1974                                  |          | Tatsuo Yamazaki (PLD)                |                                      |
| Iwazō Terashita (ja) (PLD)            | 1977                                  |          | Tatsuo Yamazaki (PLD)                |                                      |
| Kanpei Matsuo (ja) (PLD)              | 1980,                                 |          | Tatsuo Yamazaki (PLD)                |                                      |
| Kanpei Matsuo (ja) (PLD)              | 1980                                  |          | Tatsuo Yamazaki (PLD)                |                                      |
| Kanpei Matsuo (ja) (PLD)              | 1983                                  |          | Tatsuo Yamazaki (PLD)                |                                      |
| Kanpei Matsuo (ja) (PLD)              | 1986                                  |          | Tatsuo Yamazaki (Ind.)               |                                      |
|                                       | Takao Mikami (ja) (Ind.)              | 1989     | Tatsuo Yamazaki (Ind.)               |                                      |
| ,1991                                 | Takao Mikami (ja) (Ind.)              |          | Kanpei Matsuo (PLD)                  |                                      |
| 1992                                  | Takao Mikami (ja) (Ind.)              |          | Kanpei Matsuo (PLD)                  |                                      |
|                                       | Tsutomu Yamazaki (ja) (Shinshintō)    | 1995     | Kanpei Matsuo (PLD)                  |                                      |
| 1998                                  | Tsutomu Yamazaki (ja) (Shinshintō)    |          | Masami Tanabu (ja) (Ind.)            |                                      |
|                                       | Tsutomu Yamazaki (PLD)                | 2001     | Masami Tanabu (ja) (Ind.)            |                                      |
| 2004                                  | Tsutomu Yamazaki (PLD)                |          | Masami Tanabu (PDJ)                  |                                      |
|                                       | Kōji Hirayama (ja) (PDJ)              | 2007     | Masami Tanabu (PDJ)                  |                                      |
| 2010                                  | Kōji Hirayama (ja) (PDJ)              |          | Tsutomu Yamazaki (PLD)               |                                      |
|                                       | Motome Takisawa (ja) (PLD)            | 2013     | Tsutomu Yamazaki (PLD)               |                                      |
| 2016                                  | Motome Takisawa (ja) (PLD)            |          | Masayo Tanabu (PDP)                  |                                      |
| 2019                                  | Motome Takisawa (ja) (PLD)            |          | Masayo Tanabu (PDP)                  |                                      |
| 2022                                  | Motome Takisawa (ja) (PLD)            |          | Masayo Tanabu (PDC)                  |                                      |
|                                       | Masumi Fukushi (ja) (PDC)             | 2025     | Masayo Tanabu (PDC)                  |                                      |